# まつのべっ!
まつのべっ!は、秋吉由美子の4コマ漫画作品。1998年から芳文社のまんがタイムオプショナル（途中でまんがタイムナチュラルに誌名変更）に連載されていたが同誌の休刊と共に打ち切り、2004年からまんがタイムスペシャル誌で連載が再開され、2007年まで連載された。作者の作品の中では珍しくストーリーを持った4コマ漫画である。
キャッチフレーズは、雑誌では「ドキドキな予感」、コミックスでは「THE GIRL CALLS HIM,MATSUNOBE!」になり、タイトルロゴも変更された。
単行本の帯には『誰も読んだことのないドラマチック4コマ』と書かれている。

## 概要
小さい頃に突然引越して行った幼なじみのことが忘れられない新米幼稚園教諭・松延彩人。就職先の幼稚園にはその幼なじみとそっくりの園児がいた。その頃幼なじみは、新人女優としてテレビに出始めていた…。

## 主な登場人物
松延彩人（まつのべ あやと）
主人公。22歳。幼稚園教諭。幼い頃の皇香の一言がきっかけでこの仕事に就いた。母がピアノ講師なのでピアノは上手い。
大園皇香（おおぞの きみか）
松延の幼なじみ。23歳。現在は新人女優として注目を集めている。結構いい加減で豪快、さっぱりとした性格。女優デビュー以前の経歴は一切世間に発表しておらず、幼なじみとはいえ長年離れていた松延にとっても謎が多い人物。
瀬能千景（せのう ちかげ）
園児。年長組。小さい頃の皇香にそっくりで、当時の皇香同様松延のことを「まつのべ」と呼び捨てにする（これに対し、他の問題を放置して「松延先生でしょ」と突っ込むのはこの作品のお約束になっている）。非常にしっかり者。松延の代わりに園児たちを仕切り、先生たちの仕事をとってしまっている。
千景ママ
千景の母。眼鏡をかけた地味な女性。
杉浦順（すぎうら じゅん）
松延の1年先輩に当たる幼稚園教諭。23歳。美少年マニア。皇香のファンでもある。松延に仕事を教えてあげたり下っ端扱いしたりするアネゴ的存在だが、物語途中から松延が気になり始める。
瀬能后平（せのう こうへい）
千景ママの弟。高校3年生。姉が忙しいと千景を迎えに来る。温和な美少年で、幼稚園関係者に若い男性が少ないこともあって母親たちの人気の的である。千景からは「コウ兄ちゃん」、同級生からは「せのちゃん」と呼ばれている。姉の代わりに千景の世話をすることも多かったため、子供の世話も好きである。
おでん屋のおっちゃん
狭い道を通らないといけないビル街の空き地で趣味のおでんの屋台をやっているおっちゃん。実は皇香が所属するプロダクションの社長である。趣味でやっているので代金を取ることはないが、仕事で結果を出すことが求められる。「おっちゃん」は「おじさん」の意味ではなく「小野さん」の意味である。
坂之上柚子（さかのうえ ゆうこ）
千景と仲のいい園児。
坂之上さん
ゆうこの母親。ヘアメイクの仕事をしており、皇香とも仲がいい。夫はテレビ局のカメラマン。皇香を芸能界に引き込んだのも彼女である。
八木秀美（やぎ ひでみ）
松延・順の先輩の幼稚園教諭で、園長の娘。彼女が入院した病院に皇香が通院していた。
杉浦涼（すぎうら りょう）
順の妹。以前は保育士を目指していたが、現在は皇香にあこがれて芸能界を目指している。おでん屋の常連客でもある（研究生の時からおでん屋に来ているのは皇香と涼だけである）。
奈々（なな）
松延の高校時代の彼女。甥が松延のクラスにいる。結婚して仙台に引っ越したのだが、夫とケンカして姉のところに来ている。

## あらすじ
ある日偶然松延は皇香と再会する。その後何度か2人で会うようになるが、皇香が「幼稚園の先生なんて」と口を滑らせたため2人の間に気まずい空気が流れるようになる。
松延は皇香のことを忘れようと決心するが、態度の変化に気付いた順に問い詰められる。再会から会わないことに決めた経緯までを一通り話した松延は、逆に順に発破をかけられることになった。
一方、松延から「幼稚園の先生なんて」発言を聞いた順は、その真意を問い質すために皇香を待ち伏せする。出会うはずのなかった順に、皇香は全てを明かした。真実を知った順は、たまたま通りかかった后平の前で泣き崩れてしまう。
松延と皇香の仲をこじらせた「幼稚園の先生なんて」発言。その真意は、意外な人物から語られることになる。
このシーンは、作者自身も「作品中で最も印象に残っているシーン」にあげている。
ある日、松延は千景ママに例の「幼稚園の先生なんて」発言をにおわせる愚痴をもらしてしまう。それを聞いた千景ママは松延の前でゆっくりと変装を解き、自分が皇香と同一人物であることを告白する。
その後、皇香は今までのこと（結婚・出産～離婚～芸能界入り～松延との再会まで）を語る。
大園皇香に娘がいたという話はすぐに知れ渡り、幼稚園にもマスコミが押し寄せるようになる。混乱を避けるため千景も幼稚園を休むことになる。
それからしばらくした後、松延家に皇香の母が訪れる。以前住んでた家（母親の名義になっていたが、少し前まで貸していた）に千景や后平達と一緒に戻ってくることになった。

## 単行本
芳文社まんがタイムコミックスより1,2巻が同時に発売される。作者としては2002年（「うちの母親待ったなし」第3巻）以来の単行本となる。
1冊約250ページにおよび、まんがタイムコミックスの中でも厚い部類に入る。2冊で約500ページなので通常版に換算すると4.5巻分に相当する。
1. 第1巻 （2008/01/23 発行） ISBN 978-4-8322-6604-9
2. 第2巻 （2008/01/23 発行） ISBN 978-4-8322-6605-6

### ブックカバーとカバー裏
1巻のカバー表表紙側には松延、2巻のカバー表表紙側には皇香がそれぞれ単独で描かれている。1巻のカバー裏表紙側には幼稚園の先生たち（園長含む）と園児3人（千景・柚子ら）、2巻のカバー裏表紙側には主に皇香の関係者（坂之上夫妻・マネージャーなど）が描かれている。
作者の単行本で初めて、カバー裏（本の本体の表紙）にカバーと違う絵がかかれている。1巻のカバー裏には表表紙に松延の履歴書、裏表紙に皇香のプロフィールが、2巻のカバー裏には表表紙にまつのべピアノ教室（松延の母が自宅でやっているピアノ教室）、裏表紙におっちゃんのおでん屋の案内が描かれている。

### 広告
発売の前に、作者が連載をしていたことがある芳文社の雑誌すべてに1ページの広告が掲載された。特に、発売時に連載があった以下の3誌では、連載作品とまつのべっ!のコラボレーション作品が掲載された。
- まんがタイムファミリー（はるなちゃん参上!）
- まんがタイムスペシャル（なでしこ3on3）
- まんがホーム（あんよ♥）